# Domenik Schierl
Domenik Schierl (20 luglio 1994) è un calciatore austriaco, portiere dell'Austria Lustenau.

## Carriera
Cresciuto nel settore giovanile dello Salisburgo, inizia la propria carriera giocando con le squadre riserva del club di proprietà della Red Bull. Nel 2014 viene acquistato dal Wiener Neustadt, con cui ha esordito in Bundesliga il 5 ottobre, disputando l'incontro perso per 4-1 contro lo Salisburgo. Nel 2019, dopo aver totalizzato 139 presenze con la maglia del Wiener Neustadt, si trasferisce all'Austria Lustenau.

## Statistiche

### Presenze e reti nei club
Statistiche aggiornate al 13 marzo 2023.
| Stagione                | Squadra                 | Campionato              | Campionato | Campionato | Coppe nazionali | Coppe nazionali | Coppe nazionali | Coppe continentali | Coppe continentali | Coppe continentali | Altre coppe | Altre coppe | Altre coppe | Totale | Totale |
| Stagione                | Squadra                 | Comp                    | Pres       | Reti       | Comp            | Pres            | Reti            | Comp               | Pres               | Reti               | Comp        | Pres        | Reti        | Pres   | Reti   |
| ----------------------- | ----------------------- | ----------------------- | ---------- | ---------- | --------------- | --------------- | --------------- | ------------------ | ------------------ | ------------------ | ----------- | ----------- | ----------- | ------ | ------ |
| 2011-2012               | Red Bull Juniors        | RL                      | 4          | -5         | CA              | 0               | 0               |                    | -                  | -                  |             | -           | -           | 4      | -5     |
| 2012-2013               | Liefering               | RL                      | 7          | -7         |                 | -               | -               |                    | -                  | -                  |             | -           | -           | 7      | -7     |
| 2013-2014               | Liefering               | 1L                      | 7          | -4         |                 | -               | -               |                    | -                  | -                  |             | -           | -           | 7      | -4     |
| Totale Liefering        | Totale Liefering        | Totale Liefering        | 14         | -11        |                 | -               | -               |                    | -                  | -                  |             | -           | -           | 14     | -11    |
| 2014-2015               | Wiener Neustadt         | BL                      | 4          | -15        | CA              | 2               | -5              |                    | -                  | -                  |             | -           | -           | 6      | -20    |
| 2015-2016               | Wiener Neustadt         | 1L                      | 34         | -47        | CA              | 0               | 0               |                    | -                  | -                  |             | -           | -           | 34     | -47    |
| 2016-2017               | Wiener Neustadt         | 1L                      | 34         | -58        | CA              | 2               | -3              |                    | -                  | -                  |             | -           | -           | 36     | -61    |
| 2017-2018               | Wiener Neustadt         | 1L                      | 36+2       | -37; -3    | CA              | 1               | -1              |                    | -                  | -                  |             | -           | -           | 39     | -41    |
| 2018-2019               | Wiener Neustadt         | 1L                      | 20         | -26        | CA              | 4               | -6              |                    | -                  | -                  |             | -           | -           | 24     | -32    |
| Totale Wiener Neustadt  | Totale Wiener Neustadt  | Totale Wiener Neustadt  | 128+2      | -183; -3   |                 | 9               | -15             |                    | -                  | -                  |             | -           | -           | 139    | -201   |
| 2019-2020               | Austria Lustenau        | 1L                      | 17         | -30        | CA              | 5               | -5              |                    | -                  | -                  |             | -           | -           | 22     | -35    |
| 2020-2021               | Austria Lustenau        | 1L                      | 29         | -51        | CA              | 1               | -2              |                    | -                  | -                  |             | -           | -           | 30     | -53    |
| 2021-2022               | Austria Lustenau        | 1L                      | 30         | -26        | CA              | 1               | -1              |                    | -                  | -                  |             | -           | -           | 31     | -27    |
| 2022-2023               | Austria Lustenau        | BL                      | 21         | -35        | CA              | 1               | -2              |                    | -                  | -                  |             | -           | -           | 22     | -37    |
| Totale Austria Lustenau | Totale Austria Lustenau | Totale Austria Lustenau | 97         | -142       |                 | 8               | -10             |                    | -                  | -                  |             | -           | -           | 105    | -152   |
| Totale carriera         | Totale carriera         | Totale carriera         | 245        | -344       |                 | 17              | -25             |                    | -                  | -                  |             | -           | -           | 262    | -369   |

## Palmarès

### Club

#### Competizioni nazionali
- Fußball-Regionalliga: 1

Liefering: 2012-2013 (girone Ovest)
- 2. Liga: 1

Austria Lustenau: 2021-2022